# Wakeema Hollis
Pour les articles homonymes, voir Hollis.
Wakeema Hollis est une actrice et mannequin américaine, née le 25 novembre 1984, à Jackson (Tennessee).
Elle se fait notamment connaître du grand public, par la série télévisée Dynastie (2017-2019), un reboot du célèbre feuilleton télévisé éponyme, diffusée entre 1981 et 1989.

## Biographie

### Jeunesse et formation
Elle est passionnée depuis toujours par le théâtre, la mode et la musique. Sa mère la force à suivre des cours de piano classique pendant de nombreuses années ce qui lui permet d'apprendre à apprécier de nombreux styles de musique.
Elle est une grande admiratrice du mannequin Iman et des stylistes Marc Jacobs et Jean-Paul Gaultier.

### Carrière

#### Débuts et mannequinat
En 2005, Wakeema Hollis commence sa carrière par le mannequinat. Elle signe avec l'agence Vision Management à New York, pour le marché américain, ainsi que Ford Models, pour le marché européen. Elle travaille alors pour Catherine Malandrino et fait la couverture de magazines de mode au Japon. L'année suivante, elle défile pour des grands noms tels que Diane von Fürstenberg, Vivienne Tam et Marc Jacobs.[réf. nécessaire]
En 2007, elle quitte Vision Management au profit de New York Models, ce qui lui permet d'apparaître dans des campagnes publicitaires pour des marques comme Nordstrom, Target, Moschino, V etc.[réf. nécessaire]
En 2008, elle devient le visage de la gamme Paul Smith Women, du styliste Paul Smith tout en continuant à travailler pour Marc Jacobs mais aussi Baby Phat et Tracy Reese. L'année suivante, elle pose pour la marque Firetrap et le magazine Glamour.[réf. nécessaire]
En 2010, elle apparaît dans une campagne publicitaire pour Y-3, une ligne de mode du designer japonais Yohji Yamamoto auquel ont notamment participé les mannequins Caroline Winberg et Caitriona Balfe.[réf. nécessaire]
En 2012, elle travaille pour Ralph Lauren et pose pour Essence Magazine.[réf. nécessaire]

#### Carrière d'actrice
C'est en 2014 qu'elle amorce un virage important dans sa carrière, lorsqu'elle décide de se consacrer à la comédie[source secondaire souhaitée].
Elle débute par des petits rôles dans des séries télévisées comme Girls, Black Box et Les Mystères de Laura. L'année d'après, elle joue dans son premier long métrage pour le drame de science-fiction Creative Control avec Nora Zehetner et Reggie Watts. Elle apparaît aussi dans un épisode de la série The Affair jouant de ses charmes.
Deux ans plus tard, elle signe simultanément pour deux rôles récurrents dans des séries exposées : d'abord la comédie dramatique Mme Maisel, femme fabuleuse, diffusée par la plateforme Amazon Video et pour le réseau The CW Television Network, elle rejoint la distribution récurrente de la série Dynastie, un reboot du célèbre feuilleton télévisé Dynastie, créé par Richard et Esther Shapiro et diffusée entre 1981 et 1989 sur ABC. Elle y interprète le personnage de Monica Colby, un rôle autrefois incarné par Tracy Scoggins.
Début 2019, il est révélé qu'elle rejoint l'adaptation télévisuelle de la comédie Le Club des ex, reprenant le rôle tenu par Sarah Jessica Parker dans le film. La même année, elle participe à un épisode de la dernière saison de l'acclamée série Netflix, Orange Is the New Black.
En 2020, elle joue dans son second long métrage, un drame romantique indépendant réalisé par Stella Meghie, The Photograph, porté par Chelsea Peretti, Lakeith Stanfield, Issa Rae et Courtney B. Vance. Une production saluée par les critiques.

## Filmographie

### Cinéma
- 2015 : Creative Control de Benjamin Dickinson : Casey
- 2020 : The Photograph de Stella Meghie : Denise

### Télévision
- 2014 : Girls : La serveuse (1 épisode)
- 2014 : Black Box : Kidada (1 épisode)
- 2014 : Les mystères de Laura : Natalie Marquez (1 épisode)
- 2015 : The Affair : Fille sexy (1 épisode)
- 2017 - 2018 : The Marvelous Mrs. Maisel : Harriet (4 épisodes)
- 2017 - 2022 : Dynastie : Monica Colby (rôle récurrent)
- 2019 : Orange Is The New Black : Laniece, colocataire de Tasty (saison 7, épisode 12)
- 2019 : The First Wives Club : Melissa (saison 1, épisodes 4, 5 et 6)
- 2021 : And Just Like That... (saison 1, épisode 4)
- 2022 : Only Murders in the Building : Naomi (saison 2, episode 6)